# Ernesto Scoffone
Ernesto Scoffone (* 1923 in Talmassons; † 29. Dezember 1973) war ein italienischer Chemiker (Peptid- und Protein-Chemie).
Scoffone studierte Pharmazie an der Universität Bologna mit der Promotion 1946 und Chemie an der Universität Padua mit der Promotion 1950. Er war 1959/60 als Post-Doktorand an der Rockefeller University. 1960 wurde er Assistenzprofessor an der Universität Padua und 1965 erhielt er eine volle Professur für organische Chemie. Er war Direktor des Zentrums für Makromolekulare Chemie der CNR.
Er etablierte synthetische Peptidchemie in Italien und arbeitete mit seiner Gruppe an S-Peptid und Ribonuklease A, neuen Schutzgruppen und Methoden der Modifizierung und Fragmentierung von Proteinen.
Zu seinen Schülern zählen Luis Moroder und Claudio Toniolo. Ihm zu Ehren ist ein Preis der Italian Peptide Society benannt.